# Olympische Sommerspiele 2020/Schwimmen – 800 m Freistil (Frauen)
Der Schwimmwettkampf über 800 Meter Freistil der Frauen bei den Olympischen Spielen 2020 wurde vom 29. bis 31. Juli 2021 im Tokyo Aquatics Centre ausgetragen.
Es fanden vier Vorläufe statt. Die acht schnellsten Schwimmerinnen aller Vorläufe qualifizierten sich für das Finale.
Abkürzungen: 
 WR = Weltrekord, OR = olympischer Rekord, OC = Ozeanien-Rekord, NR = nationaler Rekord, PB = persönliche Bestleistung, JWB = Jahresweltbestzeit

## Bestehende Rekorde
Vor Beginn der Olympischen Spiele waren folgende Rekorde gültig.
| Weltrekord         | Katie Ledecky | 8:04,79 min | Rio de Janeiro, Brasilien | 12. August 2016 |
| Olympischer Rekord | Katie Ledecky | 8:04,79 min | Rio de Janeiro, Brasilien | 12. August 2016 |

## Vorläufe
Donnerstag, 29. Juli 2021, 12:00 Uhr MESZ
 

### Vorlauf 1
| Platz | Bahn | Schwimmerin         | Nation     | Zeit        | Anmerkung |
| ----- | ---- | ------------------- | ---------- | ----------- | --------- |
| 1     | 3    | Eve Thomas          | Neuseeland | 8:32,51 min |           |
| 2     | 4    | Kristel Köbrich     | Chile      | 8:32,58 min |           |
| 3     | 5    | Viviane Jungblut    | Brasilien  | 8:38,88 min |           |
| 4     | 6    | Katja Fain          | Slowenien  | 8:41,13 min |           |
| 5     | 2    | Han Da-kyung        | Südkorea   | 8:46,66 min |           |
| 6     | 1    | Arianna Valloni     | San Marino | 8:54,78 min |           |
| 7     | 7    | Nguyễn Thị Ánh Viên | Vietnam    | 9:03,56 min |           |

### Vorlauf 2
| Platz | Bahn | Schwimmerin         | Nation        | Zeit        | Anmerkung |
| ----- | ---- | ------------------- | ------------- | ----------- | --------- |
| 1     | 3    | Summer McIntosh     | Kanada        | 8:25,04 min |           |
| 2     | 6    | Julia Hassler       | Liechtenstein | 8:26,99 min |           |
| 3     | 5    | Waka Kobori         | Japan         | 8:28,90 min |           |
| 4     | 4    | Miyu Namba          | Japan         | 8:32,04 min |           |
| 5     | 7    | Jimena Pérez Blanco | Spanien       | 8:33,98 min |           |
| 6     | 8    | Marlene Kahler      | Österreich    | 8:36,16 min |           |
| 7     | 1    | Deniz Ertan         | Türkei        | 8:36,29 min |           |
| 8     | 2    | Tamila Holub        | Portugal      | 8:40,04 min |           |

### Vorlauf 3
| Platz | Bahn | Schwimmerin                 | Nation      | Zeit        | Anmerkung |
| ----- | ---- | --------------------------- | ----------- | ----------- | --------- |
| 1     | 6    | Anastassija Kirpitschnikowa | ROC         | 8:18,77 min |           |
| 2     | 5    | Ariarne Titmus              | Australien  | 8:18,99 min |           |
| 3     | 3    | Kiah Melverton              | Australien  | 8:20,45 min |           |
| 4     | 4    | Wang Jianjiahe              | China       | 8:20,58 min |           |
| 5     | 8    | Isabel Gose                 | Deutschland | 8:21,79 min |           |
| 6     | 1    | Li Bingjie                  | China       | 8:22,49 min |           |
| 7     | 2    | Ajna Késely                 | Ungarn      | 8:26,20 min |           |
| 8     | 7    | Delfina Pignatiello         | Argentinien | 8:44,85 min |           |

### Vorlauf 4
| Platz | Bahn | Schwimmerin         | Nation             | Zeit        | Anmerkung |
| ----- | ---- | ------------------- | ------------------ | ----------- | --------- |
| 1     | 4    | Katie Ledecky       | Vereinigte Staaten | 8:15,67 min |           |
| 2     | 6    | Katie Grimes        | Vereinigte Staaten | 8:17,05 min |           |
| 3     | 5    | Simona Quadarella   | Italien            | 8:17,32 min |           |
| 4     | 3    | Sarah Köhler        | Deutschland        | 8:17,33 min |           |
| 5     | 8    | Merve Tuncel        | Türkei             | 8:25,62 min |           |
| 6     | 7    | Mireia Belmonte     | Spanien            | 8:26,71 min |           |
| 7     | 2    | Martina Caramignoli | Italien            | 8:33,15 min |           |
| 8     | 7    | Anna Jegorowa       | ROC                | DNS         |           |

### Zusammenfassung
| Platz | Vorlauf | Bahn | Schwimmerin                 | Nation             | Zeit        | Anmerkung |
| ----- | ------- | ---- | --------------------------- | ------------------ | ----------- | --------- |
| 1     | 4       | 4    | Katie Ledecky               | Vereinigte Staaten | 8:15,67 min |           |
| 2     | 4       | 6    | Katie Grimes                | Vereinigte Staaten | 8:17,05 min |           |
| 3     | 4       | 5    | Simona Quadarella           | Italien            | 8:17,32 min |           |
| 4     | 4       | 3    | Sarah Köhler                | Deutschland        | 8:17,33 min |           |
| 5     | 3       | 6    | Anastassija Kirpitschnikowa | ROC                | 8:18,77 min |           |
| 6     | 3       | 5    | Ariarne Titmus              | Australien         | 8:18,99 min |           |
| 7     | 3       | 3    | Kiah Melverton              | Australien         | 8:20,45 min |           |
| 8     | 3       | 4    | Wang Jianjiahe              | China              | 8:20,58 min |           |
| 9     | 3       | 8    | Isabel Gose                 | Deutschland        | 8:21,79 min |           |
| 10    | 3       | 1    | Li Bingjie                  | China              | 8:22,49 min |           |
| 11    | 2       | 3    | Summer McIntosh             | Kanada             | 8:25,04 min |           |
| 12    | 4       | 8    | Merve Tuncel                | Türkei             | 8:25,62 min |           |
| 13    | 3       | 2    | Ajna Késely                 | Ungarn             | 8:26,20 min |           |
| 14    | 4       | 7    | Mireia Belmonte             | Spanien            | 8:26,71 min |           |
| 15    | 2       | 6    | Julia Hassler               | Liechtenstein      | 8:26,99 min |           |
| 16    | 2       | 5    | Waka Kobori                 | Japan              | 8:28,90 min |           |
| 17    | 2       | 4    | Miyu Namba                  | Japan              | 8:32,04 min |           |
| 18    | 1       | 3    | Eve Thomas                  | Neuseeland         | 8:32,51 min |           |
| 19    | 1       | 4    | Kristel Köbrich             | Chile              | 8:32,58 min |           |
| 20    | 4       | 2    | Martina Caramignoli         | Italien            | 8:33,15 min |           |
| 21    | 2       | 7    | Jimena Pérez Blanco         | Spanien            | 8:33,98 min |           |
| 22    | 2       | 8    | Marlene Kahler              | Österreich         | 8:36,16 min |           |
| 23    | 2       | 1    | Deniz Ertan                 | Türkei             | 8:36,29 min |           |
| 24    | 1       | 5    | Viviane Jungblut            | Brasilien          | 8:38,88 min |           |
| 25    | 2       | 2    | Tamila Holub                | Portugal           | 8:40,04 min |           |
| 26    | 1       | 6    | Katja Fain                  | Slowenien          | 8:41,13 min |           |
| 27    | 3       | 7    | Delfina Pignatiello         | Argentinien        | 8:44,85 min |           |
| 28    | 1       | 2    | Han Da-kyung                | Südkorea           | 8:46,66 min |           |
| 29    | 1       | 1    | Arianna Valloni             | San Marino         | 8:54,78 min |           |
| 30    | 1       | 7    | Nguyễn Thị Ánh Viên         | Vietnam            | 9:03,56 min |           |
|       | 4       | 1    | Anna Jegorowa               | ROC                | DNS         |           |

## Finale
Samstag, 31. Juli 2021, 3:46 Uhr MESZ

| Platz | Bahn | Schwimmerin                 | Nation             | Zeit        | Anmerkung |
| ----- | ---- | --------------------------- | ------------------ | ----------- | --------- |
| 1     | 4    | Katie Ledecky               | Vereinigte Staaten | 8:12,57 min |           |
| 2     | 7    | Ariarne Titmus              | Australien         | 8:13,83 min | OC        |
| 3     | 3    | Simona Quadarella           | Italien            | 8:18,35 min |           |
| 4     | 5    | Katie Grimes                | Vereinigte Staaten | 8:19,38 min |           |
| 5     | 8    | Wang Jianjiahe              | China              | 8:21,93 min |           |
| 6     | 1    | Kiah Melverton              | Australien         | 8:22,25 min |           |
| 7     | 6    | Sarah Köhler                | Deutschland        | 8:24,56 min |           |
| 8     | 2    | Anastassija Kirpitschnikowa | ROC                | 8:26,30 min |           |